# Прасдорф
Прасдорф (њем. Prasdorf) општина је у њемачкој савезној држави Шлезвиг-Холштајн. Једно је од 84 општинска средишта округа Плен. Према процјени из 2010. у општини је живјело 483 становника. Посједује регионалну шифру (AGS) 1057060.

## Географски и демографски подаци
Прасдорф се налази у савезној држави Шлезвиг-Холштајн у округу Плен. Општина се налази на надморској висини од 20 метара. Површина општине износи 4,8 km². У самом мјесту је, према процјени из 2010. године, живјело 483 становника. Просјечна густина становништва износи 101 становника/km².